# Уллубій Ауховський
Уллубій Ауховський (Уллубій-мулла) — чеченський військовий і релігійний діяч, уродженець аухівського аула Кешень-Аух з тейпа Шуаной, наїб Аухівського округу (з 1841 року), учасник Кавказької війни, мудір, один із видатних і відданих наїбів Імама Шаміля, відомий у Чечні та в Дагестані ісламський проповідник і вчений.
У 1841 році Уллубій-муллі, Абакар-кадію Аргуанському та Аухівському, вдалося схилити на свій бік всі чеченські аули (до 190 сіл) розташовані нижче і вище хребта Салатау, а також обурити проти царської влади рівнинні чеченські аули (до 80 сіл) Терсько-Сулакського межиріччя.
23 березня 1845 р. Імамом Шаміль наказав Уллубію захищати дорогу ведучу з Внєзапної в Дагестан.
За розгром військ генерала Павла Граббе в 1842 Уллубій-мулла був нагороджений знаком у вигляді зірки з написом: «Немає сили, немає фортеці, крім Бога єдиного».
Уллубій створив чітку військову структуру у своєму мудирстві. Навіть царські генерали визнавали, що Уллубій був одним із перших у створенні стрункої системи збройних сил Імамата.
З усіх 82 наїбів призначених Імамом Шамілем тільки Уллубій був з бідної родини.